# Ecnomiohyla veraguensis
Ecnomiohyla veraguensis é uma espécie de anfíbio anuro da família Hylidae. Está presente no Panamá. A UICN classificou-a como em perigo crítico.